# Baia (Tulcea)
Baia es una comuna ubicada en el distrito de Tulcea, Rumania.

## Superficie
Posee una superficie de 237,9 kilómetros cuadrados.

## Demografía
Hasta 2021 la población era de 4161 habitantes, con una densidad de población de 17,49 habitantes por kilómetro cuadrado.